# Armádní muzeum Žižkov
Armádní muzeum Žižkov je součástí Vojenského historického ústavu Praha. Je umístěno v Praze na Žižkově v historických budovách Památníku osvobození.

## Historie
V roce 1929 došlo ke sloučení několika historickovědných institucí založených po roce 1918 v jeden vědecký ústav s názvem Památník osvobození. Instituce byla umístěna v nově postaveném komplexu budov na úpatí Vítkova – nynějším Armádním muzeu Žižkov.
Areál dnešního Armádního muzea vznikl v letech 1927–1929. Autorem návrh byl Jan Zázvorka (1884–1963), bývalý československý legionář v Rusku. Komplex budov byl postaven na úpatí Vítkova, kde v té době probíhala výstavba Pantheonu národního osvobození (dnešní Národní památník na Vítkově). Patheon měl být slavnostně otevřen 28. října 1938, jeho výstavba však byla ukončena až v roce 1950 a s politickými změnami se změnilo i jeho poslání.
Meziválečný Památník osvobození úspěšně stavěl na zakladatelském úsilí svých předchůdců. Expozice v žižkovském muzeu byla v meziválečném období dělena do pěti časových úseků:
- od léta 1914 do konce roku 1915,
- 1916 a zima 1916/1917,
- od jara 1917 do jara 1918,
- od jara 1918 do vzniku Československa, resp. do uzavření příměří,
- od vzniku státu do roku 1920, do návratu posledních transportů čs. legionářů.

Za nacistické okupace, v září 1939, zabralo celý areál Památníku osvobození gestapo a vzniklo zde oddělení pro zřízení německého Vojenského muzea (Heeresmuseum Prag), a to v rámci tzv. Kriegswissenschaftliche Verbindungsstelle. Ta spravovala muzejní, archivní i knihovní záležitosti.
Muzejní exponáty ze Žižkova a Karlína přestěhovali Němci do Schwarzenberského paláce na Hradčanech, kde bylo od roku 1940 budováno německé Vojenské muzeum. Na sklonku války byly muzejní sbírky zčásti vyvezeny za hranice. Většinu se naštěstí podařilo získat zpět, některé exponáty však byly rozkradeny či zničeny.
Po válce bylo zřízeno Muzeum Památníku osvobození. Toto muzeum se zaměřilo na I. i II. odboj a bylo rozděleno na dvě základní části:
- období 1914–1918,
- období 1939–1945.

Po změně režimu v únoru 1948 byly stávající expozice Památníku osvobození v rozporu s komunistickou ideologií a jejím pohledem na legionářskou tradici. Proto se již záhy nové vedení ústavu, s novým náčelníkem VHÚ brig. gen. Čeňkem Hruškou (budoucím náčelníkem Hlavní politické správy čs. armády), rozhodlo muzeum uzavřít a zásadně přeinstalovat „nevyhovující“ expozice Muzea Památníku osvobození. V roce 1951 se uskutečnila výstava „30 let Komunistické strany Československa“. Po této výstavě se muzeum pro veřejnost opět uzavřelo a svůj další provoz obnovilo až v roce 1954 pod novým názvem Muzeum československé armády. Nově instalované expozice zachycovaly novodobou historii čs. armády a ČSLA (Československé lidové armády).
Po pádu komunistické moci v listopadu 1989 se muzeum na Žižkově změnilo na Muzeum odboje a České armády a stalo se jednou ze složek Vojenského historického ústavu Praha.
Expozice muzea byla v té době rozčleněna do pěti základních celků. První se věnovala období 1. světové války, účasti Čechů a Slováků v ní a politickým a vojenským akcím, které vedly ke vzniku samostatného československého státu. Druhá část přibližovala historii meziválečné Československé republiky a jejích ozbrojených sil. Třetí výstavní prostor zachycoval období 2. světové války a mapoval účast Čechů a Slováků ve vojenských operacích, v domácím odboji i v dalších akcích, které měly za cíl obnovu samostatnosti Československa. Čtvrtá část expozice byla věnována perzekuci příslušníků čs. armády po únorovém státním převratu v roce 1948 a třetímu protikomunistickému odboji. V poslední části probíhaly příležitostné výstavy. Vedle zbraní zde byla vystavena řada unikátních dobových stejnokrojů, praporů, řádů, vyznamenání a rovněž osobních památek na čs. prezidenty a přední představitele čs. armády.
V letech 2018 až 2022 bylo muzeum kompletně rekonstruováno a byla vytvořena nová expozice na třikrát větší ploše než předchozí. Slavnostně bylo muzeum otevřeno 20. října 2022, pro veřejnost poté 28. října 2022. Rekonstrukce, jejíž náklady činily více než 900 milionů Kč, získala ocenění Stavba roku 2022.

## Expozice
Expozice se nachází na ploše 5000 m² a je členěna na 7 částí, které chronologicky pokrývají vojenské dějiny související s českými zeměmi, a to v období od 6. století po současnost.

## Galerie

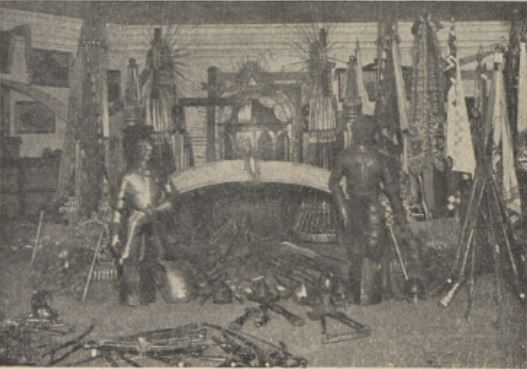
Provizorní umístění sbírek Vojenského muzea v Černínských kasárnách (1923)
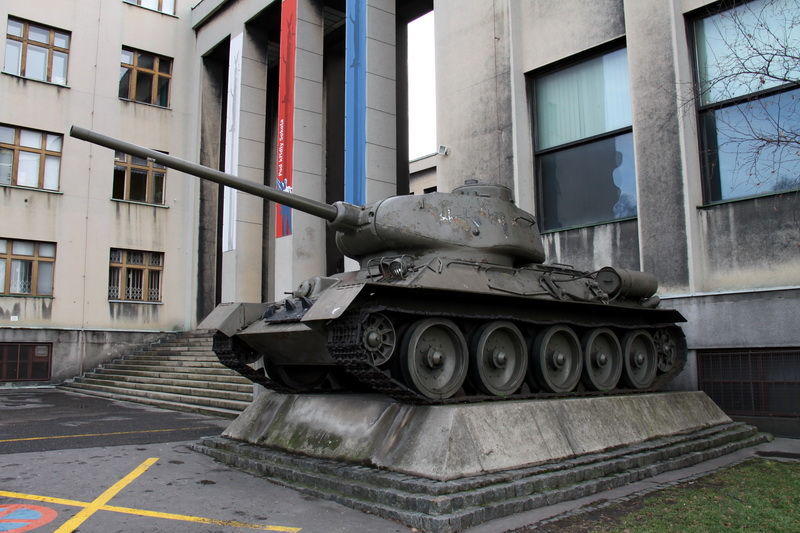
Armádní muzeum Žižkov
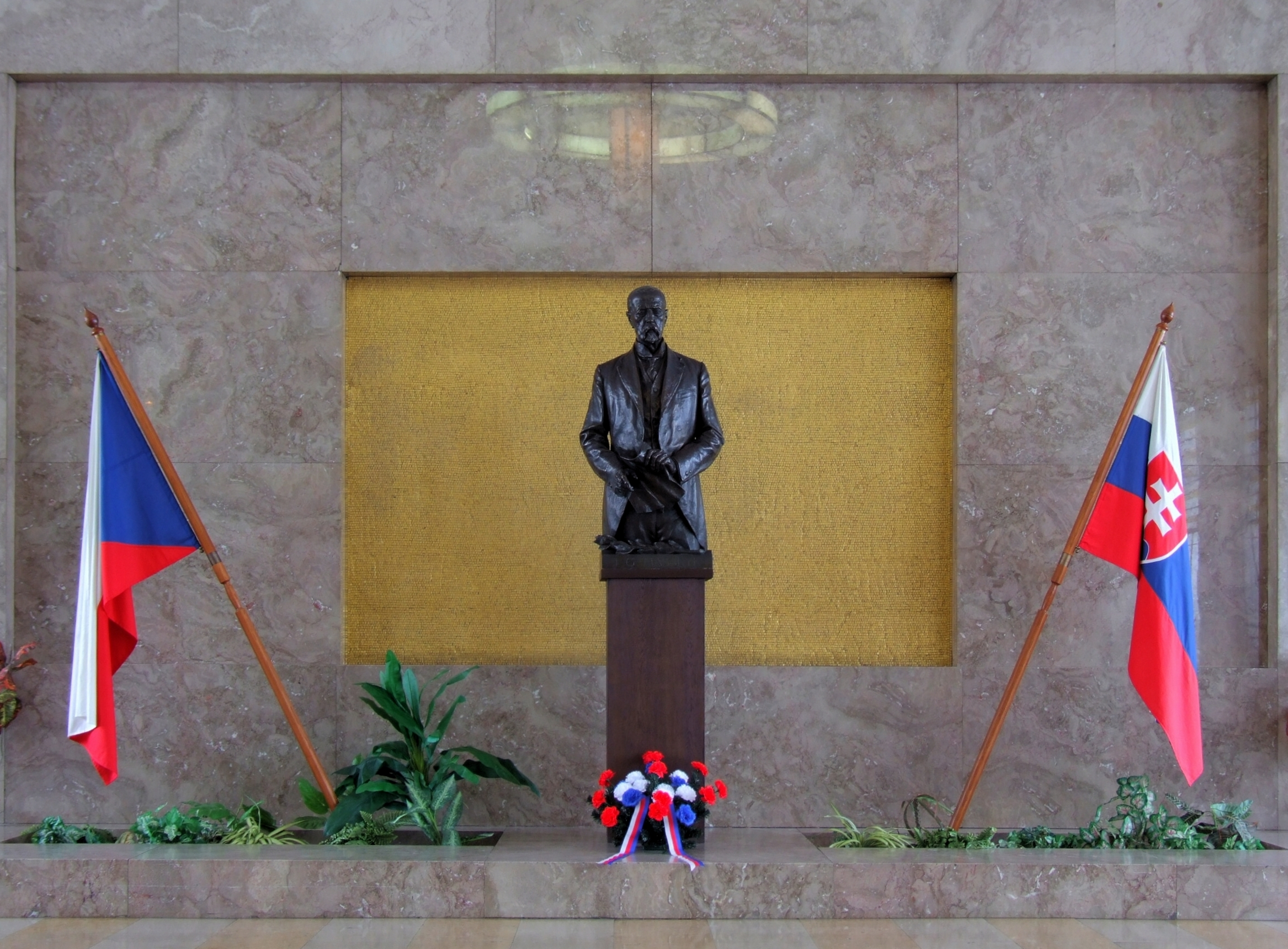
Socha T. G. Masaryka
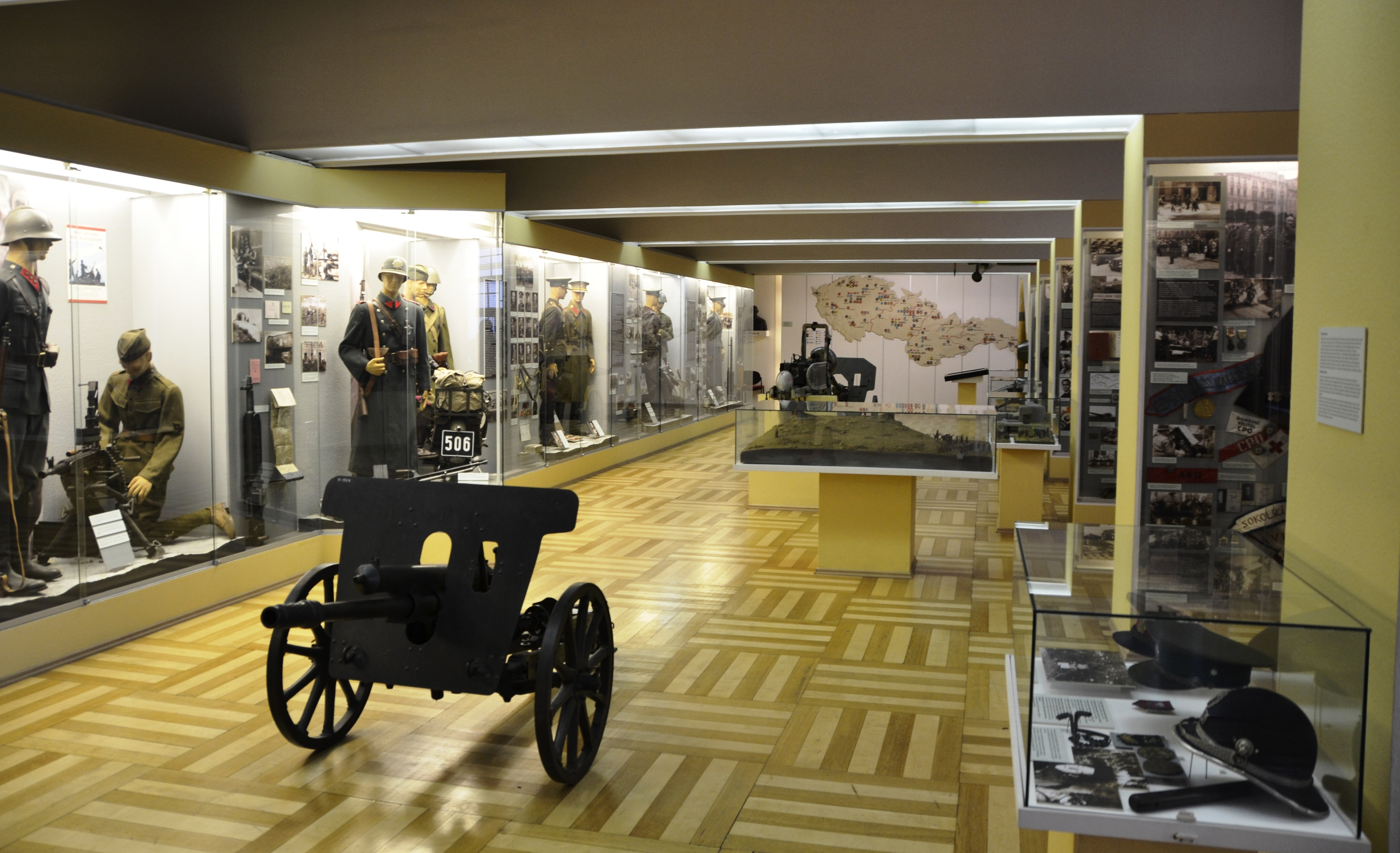
Interiér muzea
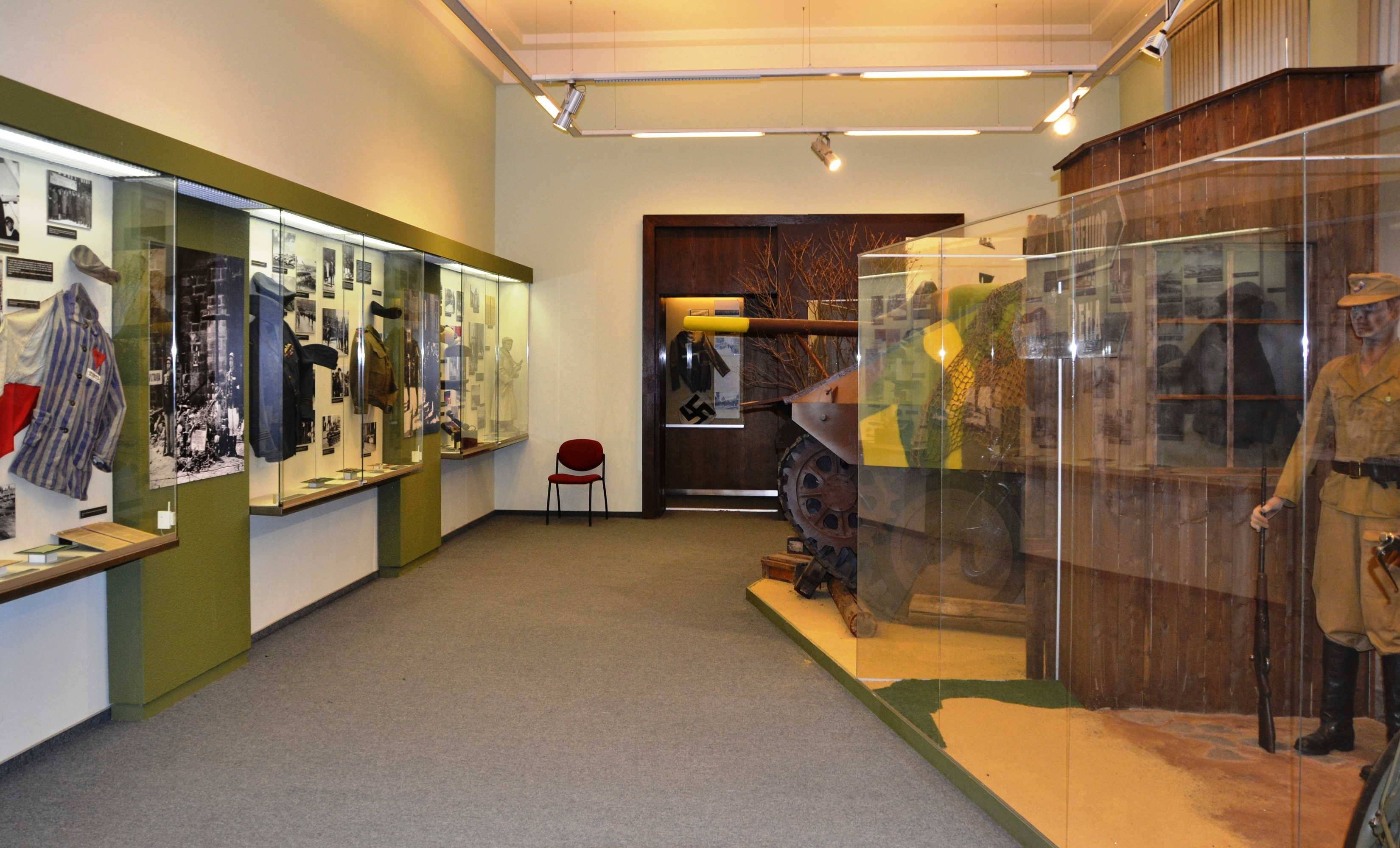
Část expozice